# Nels Stewart
Robert Nelson "Old Poison" Stewart (29. prosince 1902, Montreal, Québec – 21. srpna 1957) byl kanadský profesionální hokejista. Od roku 1952 je členem hokejové síně slávy.

## Ocenění
- Art Ross Trophy – 1926
- Hart Memorial Trophy – 1926 a 1930
- Stanley Cup – 1926, 1933 a 1935

## Klubové statistiky
| Sezona     | Klub               | Soutěž     | Základní část | Základní část | Základní část | Základní část | Základní část | Play off | Play off | Play off | Play off | Play off |
| Sezona     | Klub               | Soutěž     | Z             | G             | A             | B             | TM            | Z        | G        | A        | B        | TM       |
| ---------- | ------------------ | ---------- | ------------- | ------------- | ------------- | ------------- | ------------- | -------- | -------- | -------- | -------- | -------- |
| 1925–26    | Montreal Maroons   | NHL        | 36            | 34            | 8             | 42            | 119           | 8        | 6        | 3        | 9        | —        |
| 1926–27    | Montreal Maroons   | NHL        | 43            | 17            | 4             | 21            | 133           | 2        | 0        | 0        | 0        | 4        |
| 1927–28    | Montreal Maroons   | NHL        | 42            | 27            | 7             | 34            | 104           | 9        | 2        | 2        | 4        | 13       |
| 1928–29    | Montreal Maroons   | NHL        | 44            | 21            | 8             | 29            | 74            | —        | —        | —        | —        | —        |
| 1929–30    | Montreal Maroons   | NHL        | 44            | 39            | 15            | 55            | 81            | 4        | 1        | 1        | 2        | 2        |
| 1930–31    | Montreal Maroons   | NHL        | 43            | 25            | 14            | 39            | 75            | 2        | 1        | 0        | 1        | 6        |
| 1931–32    | Montreal Maroons   | NHL        | 38            | 22            | 11            | 33            | 61            | 4        | 0        | 1        | 1        | 2        |
| 1932–33    | Boston Bruins      | NHL        | 47            | 18            | 18            | 36            | 62            | 5        | 2        | 0        | 2        | 4        |
| 1933–34    | Boston Bruins      | NHL        | 48            | 22            | 17            | 39            | 68            | —        | —        | —        | —        | —        |
| 1934–35    | Boston Bruins      | NHL        | 47            | 21            | 18            | 39            | 45            | 4        | 0        | 1        | 1        | 0        |
| 1935–36    | New York Americans | NHL        | 48            | 14            | 15            | 29            | 16            | 5        | 1        | 2        | 3        | 4        |
| 1936–37    | Boston Bruins      | NHL        | 10            | 3             | 2             | 5             | 6             | —        | —        | —        | —        | —        |
| 1936–37    | New York Americans | NHL        | 33            | 20            | 10            | 30            | 31            | —        | —        | —        | —        | —        |
| 1937–38    | New York Americans | NHL        | 48            | 19            | 17            | 36            | 29            | 6        | 2        | 3        | 5        | 2        |
| 1938–39    | New York Americans | NHL        | 46            | 16            | 19            | 35            | 33            | 2        | 0        | 0        | 0        | 0        |
| 1939–40    | New York Americans | NHL        | 35            | 6             | 7             | 13            | 6             | 3        | 0        | 0        | 0        | 0        |
| NHL celkem | NHL celkem         | NHL celkem | 652           | 324           | 191           | 515           | 943           | 46       | 9        | 10       | 19       | 37       |